# Estación Francisco Beiró
Doctor Francisco Beiró, también conocida como Francisco Beiró o simplemente como Beiró, es una estación ferroviaria ubicada en el barrio porteño de Agronomía, Ciudad de Buenos Aires, Argentina

## Ubicación
La estación se encuentra entre la avenida Nazca y la Calle Gutenberg, en el barrio de Agronomía, en la Ciudad de Buenos Aires, a pocos metros de la intersección de la primera con la Avenida Francisco Beiró.

## Servicios
Presta servicio de pasajeros en el ramal eléctrico suburbano entre las estaciones Federico Lacroze y General Lemos de la Línea Urquiza.

## Historia
Fue inaugurada por el Ferrocarril Central de Buenos Aires como una pequeña parada de andenes enfrentados con el nombre de Talar, dando origen al sub-barrio o barrio no oficial conocido como Villa Talar.
Por ley nacional n.º 14472 sancionada el 12 de septiembre de 1958 y promulgada el 23 del mismo mes, se dispuso denominar Doctor Francisco Beiró a la estación El Talar del Ferrocarril Nacional General Urquiza.
Con la modernización de material rodante en 1973 todas las estaciones de la línea fueron modificadas. En el caso de Beiró, se construyeron -del otro lado de la barrera- dos nuevos andenes laterales enfrentados decorados con venecitas. 
Los pequeños andenes del paradero Talar todavía subsisten, fusionados con la vereda de la calle Gutemberg (se pueden apreciar fácilmente ya que la vereda se ensancha como un rectángulo en esa parte).

## Toponimia
Su nombre se debe a la proximidad con la avenida homónima, y homenajea a Francisco Beiró ilustre político de la UCR.

## Decoración
La estación posee murales alusivos a escritores argentinos en el andén descendente, mientras que en el ascendente se encuentran varios cuadros representativos de la Divina Comedia de Dante Alighieri.

## Galería

### Evolución

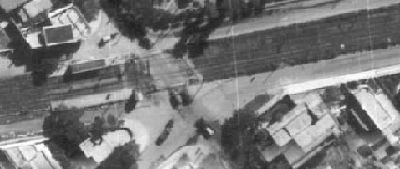
La primera estación Talar, en una imagen de 1940
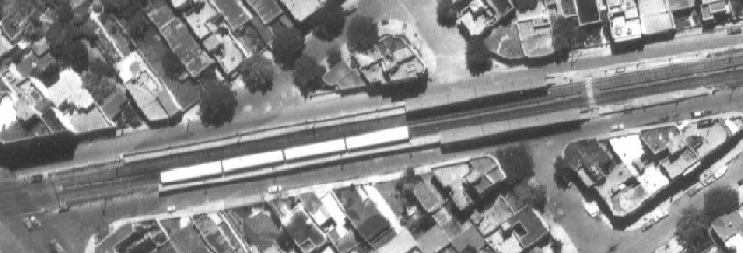
Fotografía de 1978, a pocos años de la renovación
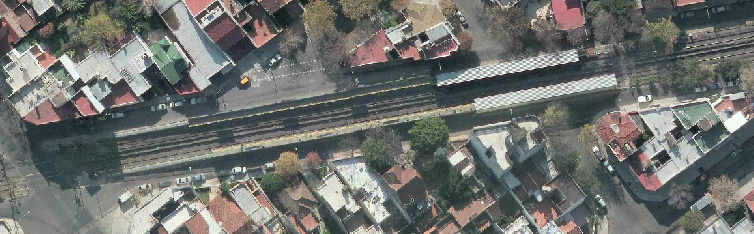
La estación hoy. Vista aérea del año 2013

### Actualidad

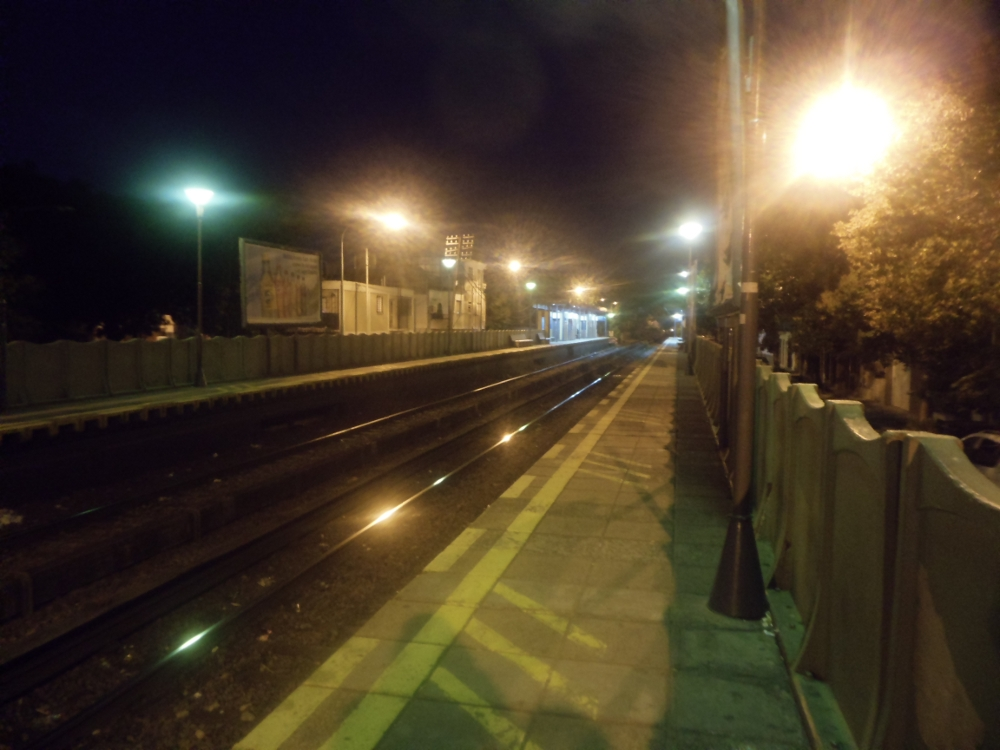
Vista nocturna
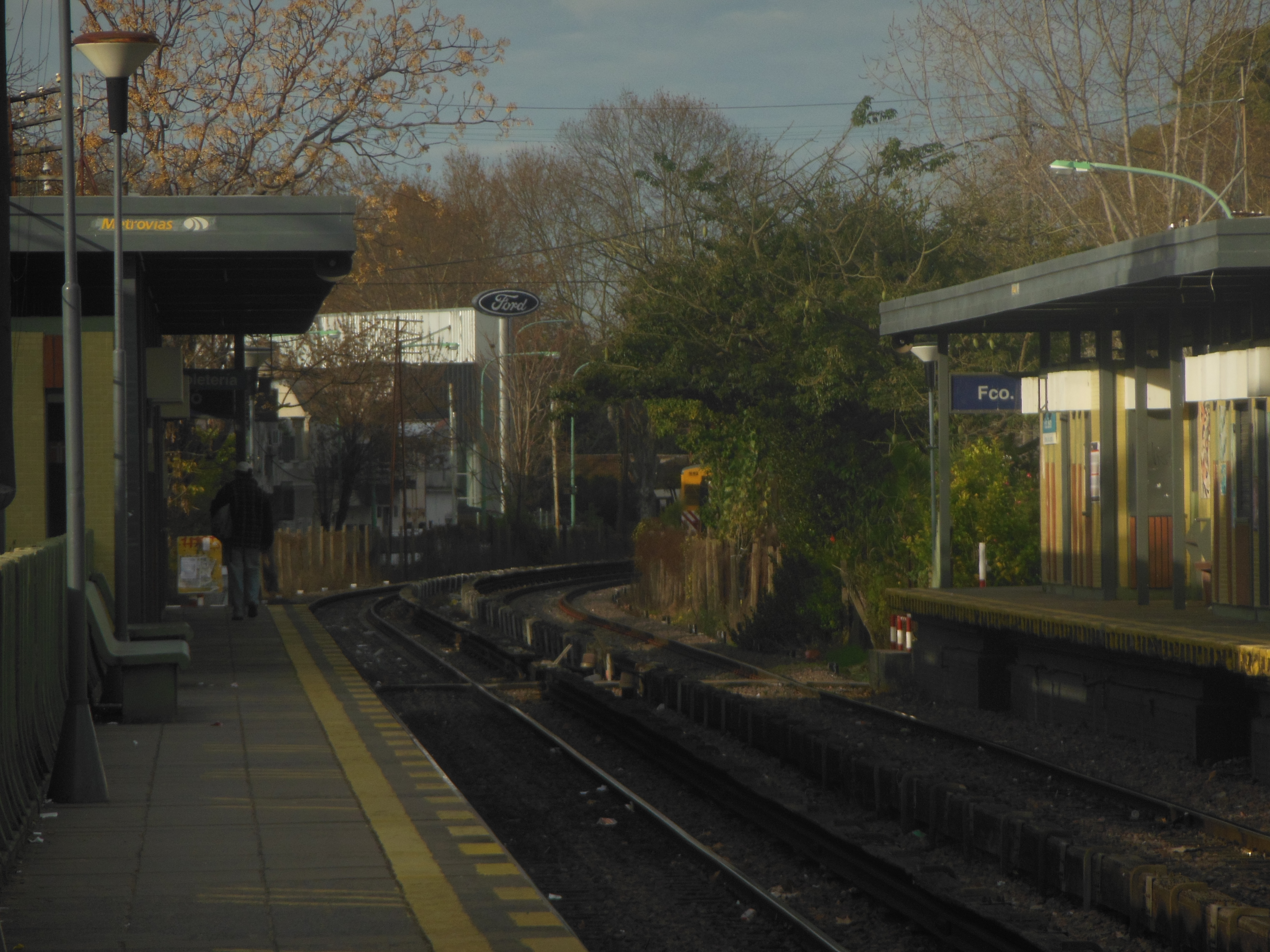
Zona de boleterías
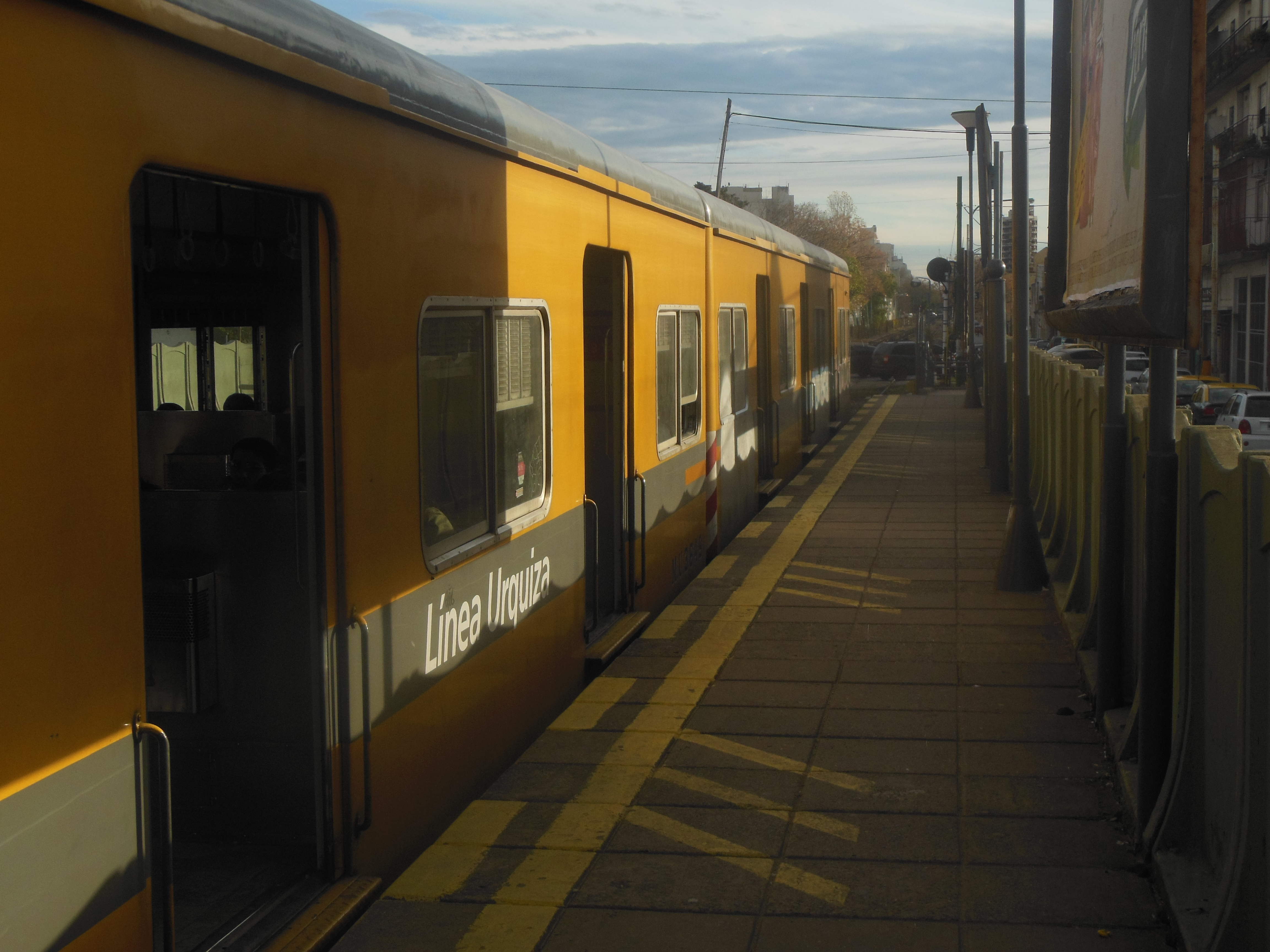
Formación detenida
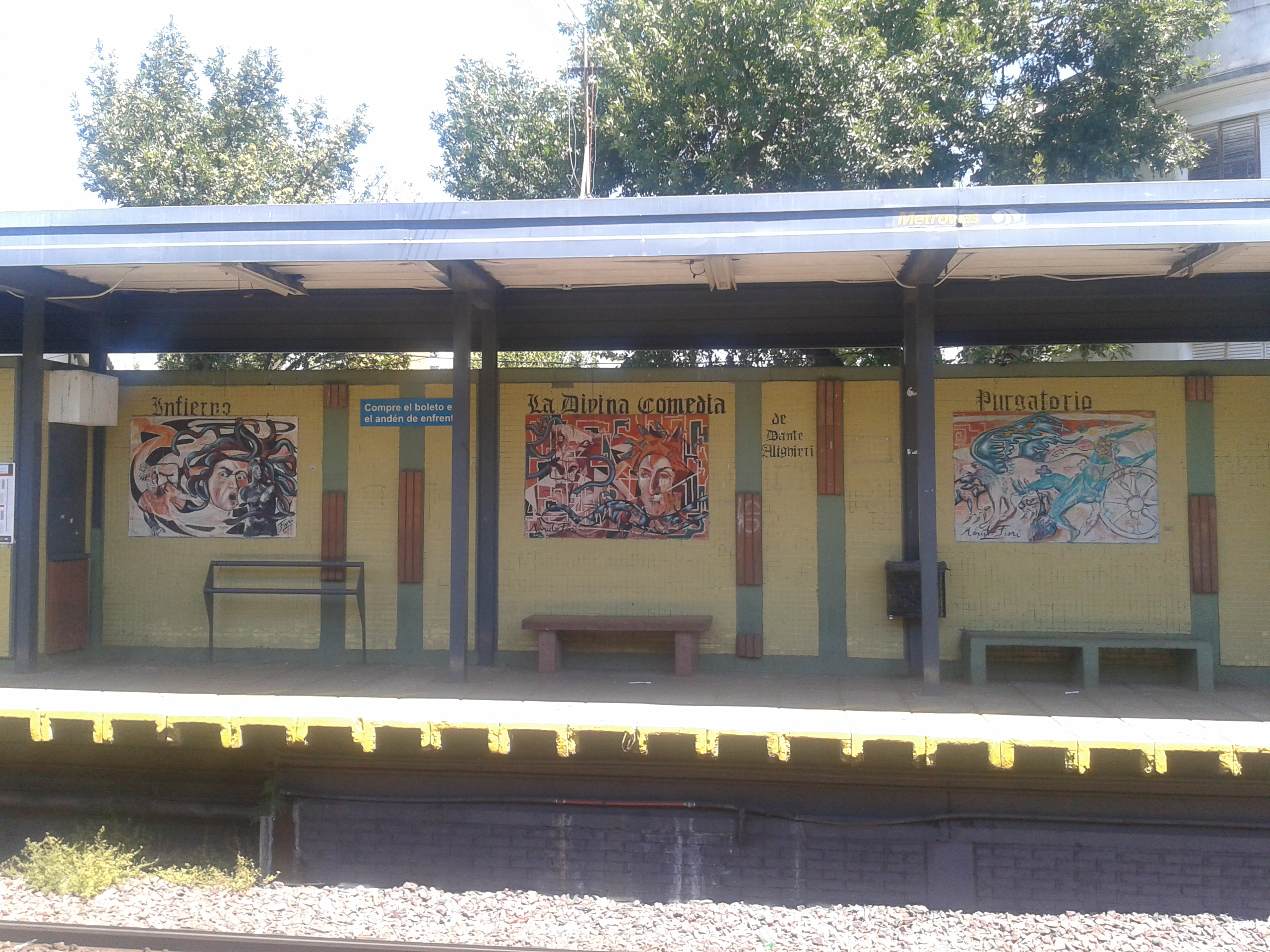
Murales
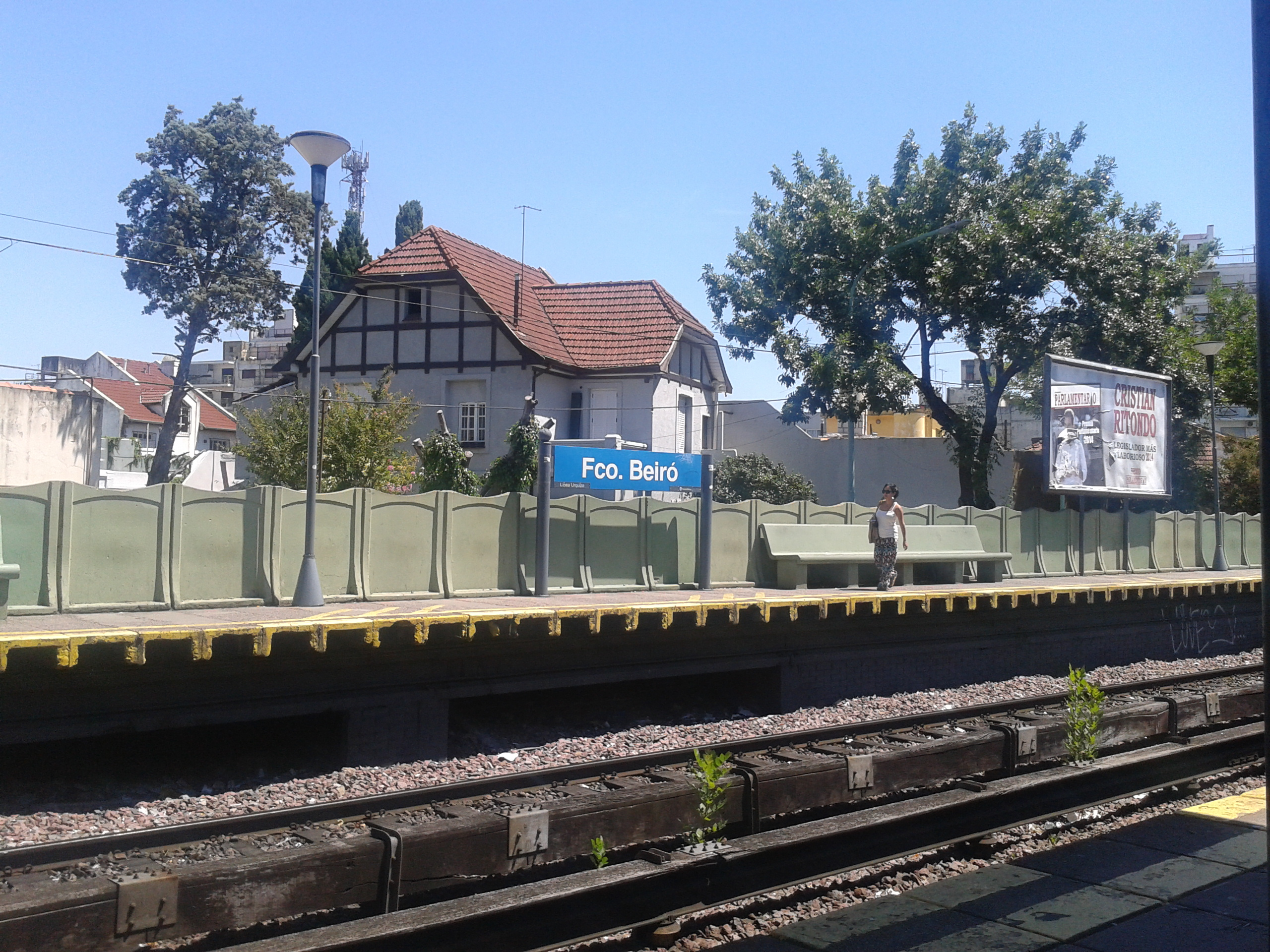
Entorno
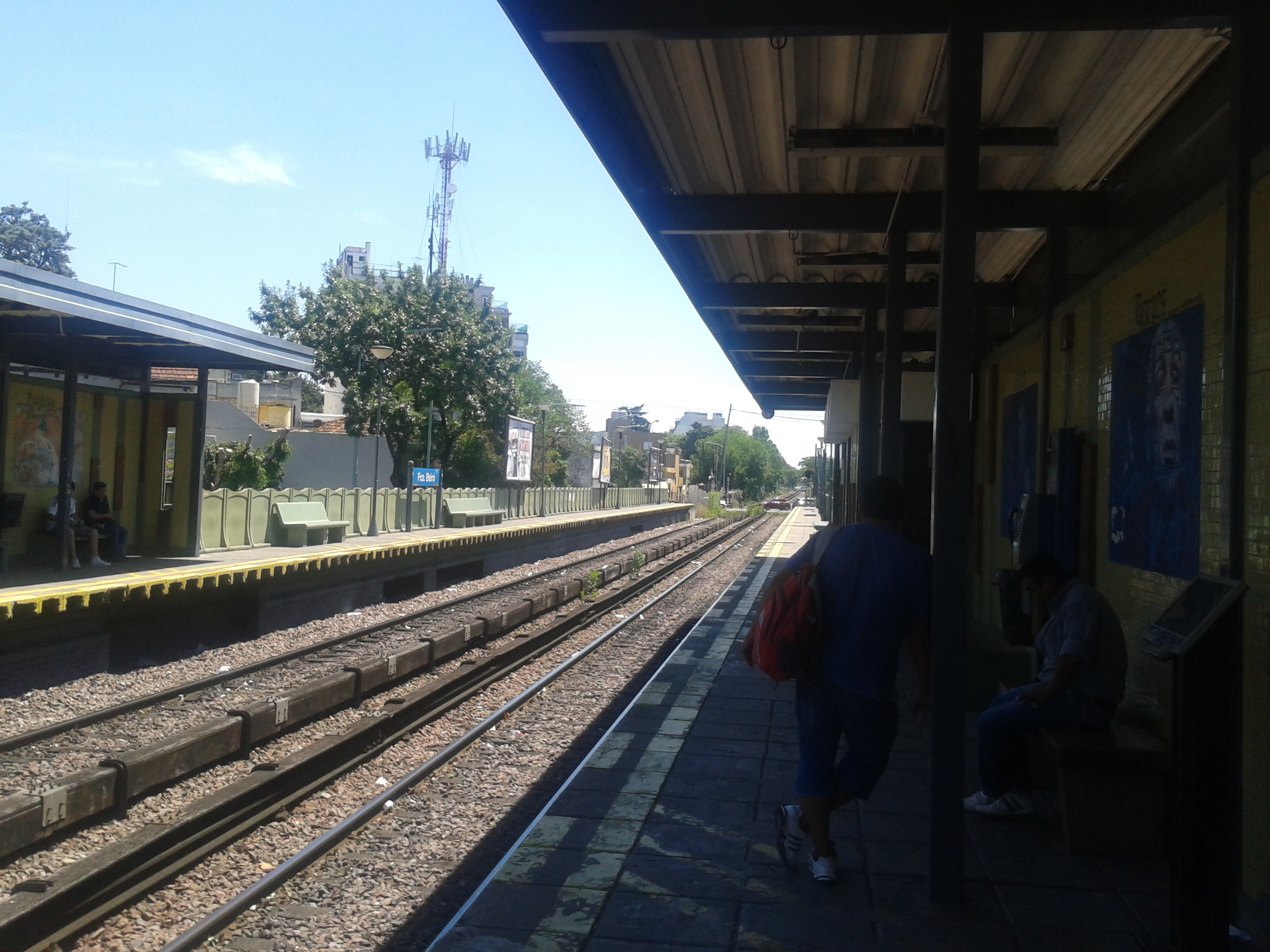
Vista hacia el oeste

### Restos paradaTalar

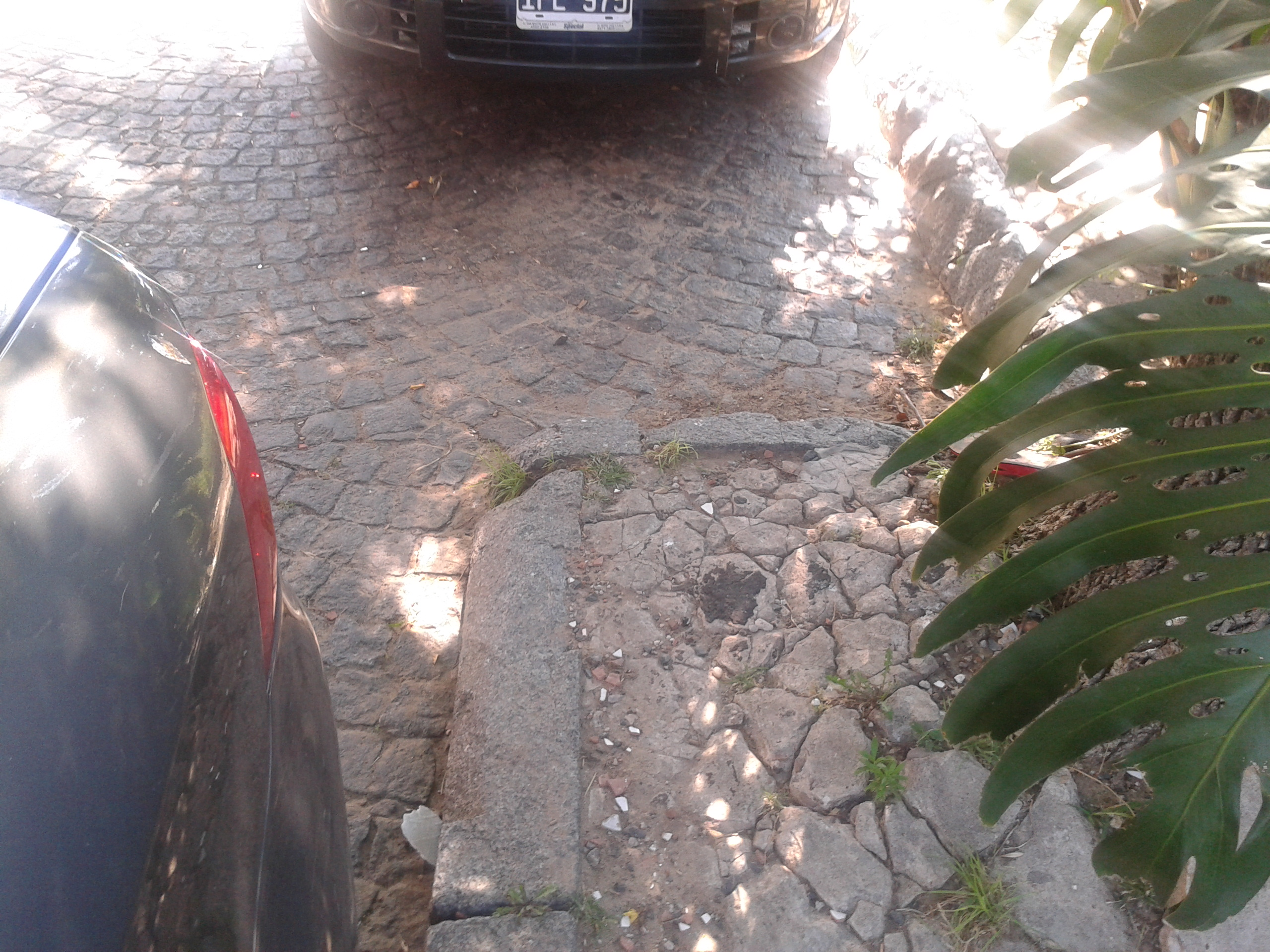
Inicio del andén
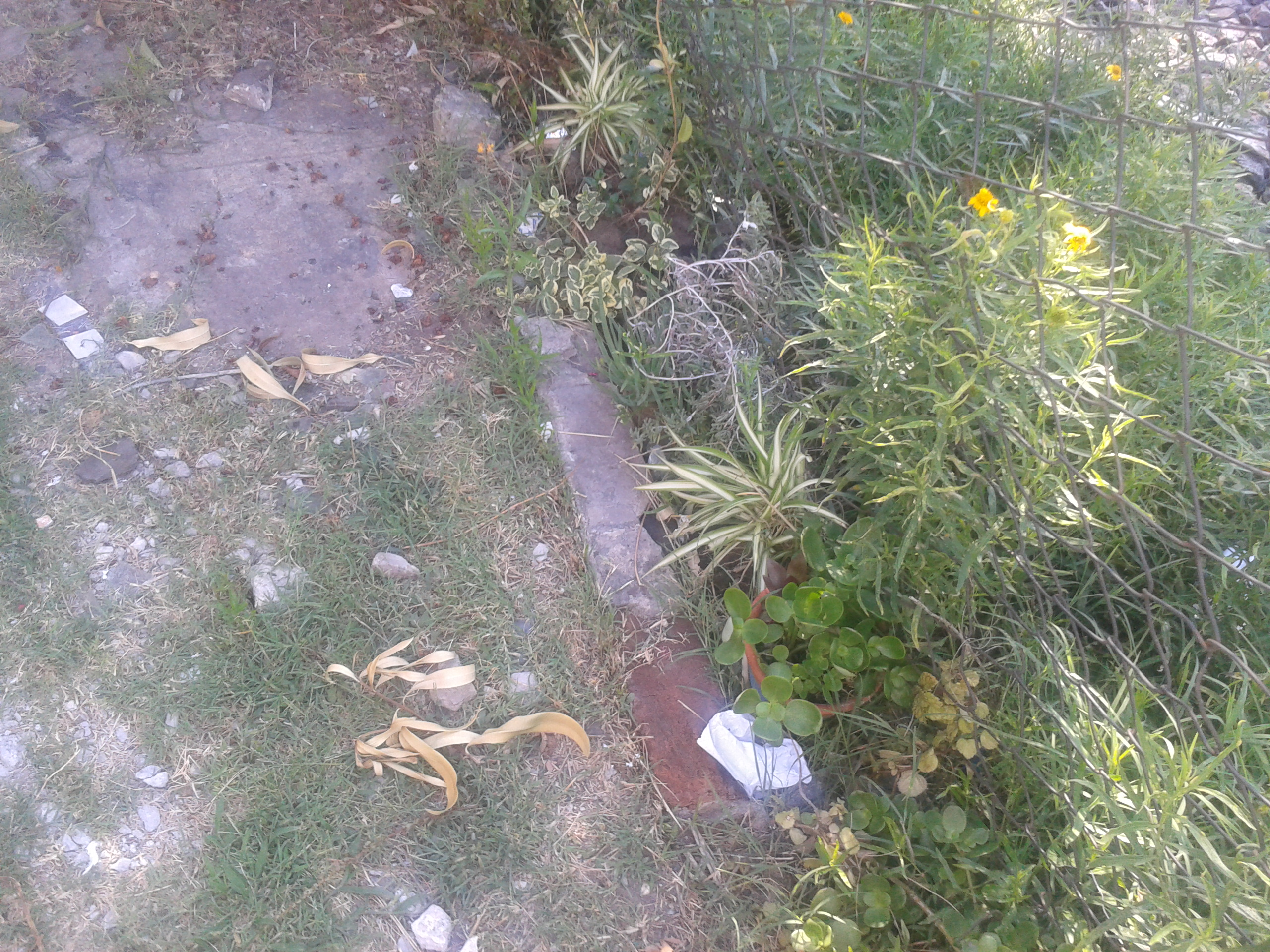
Borde hacia las vías
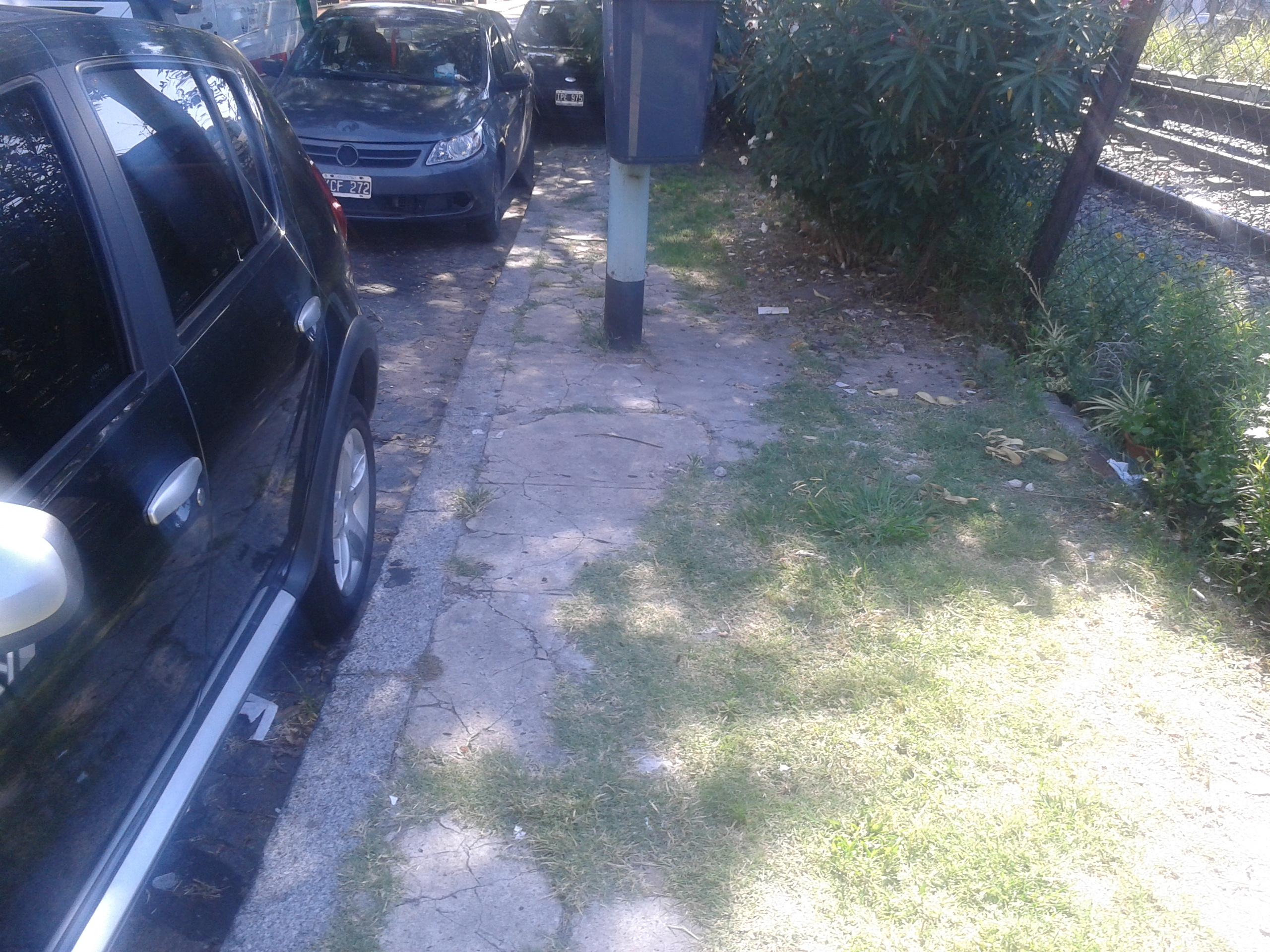
Panorama general